# Motylica wątrobowa
Motylica wątrobowa (Fasciola hepatica) – gatunek kosmopolitycznej przywry digenicznej (Digenea), pasożytującej w drogach żółciowych wielu gatunków ssaków (głównie świń, koni, psów i gryzoni). U człowieka wywołuje fascjolozę (choć zakażenia ludzi zdarzają się bardzo rzadko). W latach 60. XX wieku nawet 50% bydła w Polsce było zarażone motylicą wątrobową. Dzięki kompleksowym programom zwalczania tego pasożyta (polegających m.in. na leczeniu zakażonych zwierząt oraz likwidacji żywicieli pośrednich) odsetek ten znacznie zmalał i wynosi 0,5–2% (obecnie w Polsce odnotowuje się 4–5 przypadków rocznie). Do zakażeń dochodzi najczęściej latem i jesienią.
Jej pokryte mikroskopijnymi kolcami ciało kształtu listkowatego ma 20–30 mm długości oraz 10–13 mm szerokości. Dwie przyssawki (gębowa i brzuszna) leżą blisko siebie. Wszystkie narządy wewnętrzne (jelito, jądra, jajnik i gruczoły żółtkowe) są widocznie rozgałęzione. Genom składa się z 12 chromosomów. Jaja koloru brązowożółtego, o elipsoidalnym kształcie, mają 130–140 μm długości (czasem 150 μm) i 80–85 μm szerokości (czasem 90 μm).

## Cykl życiowy

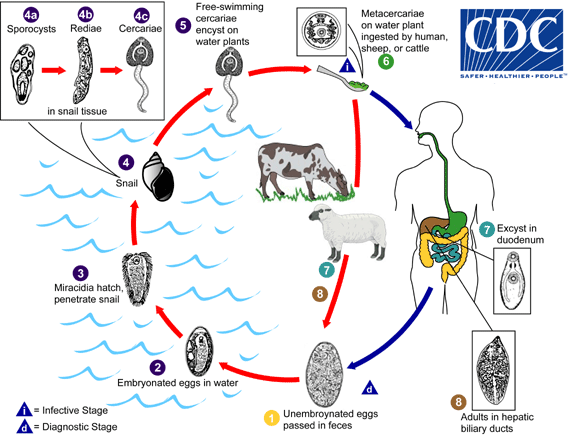
Cykl życiowy motylicy wątrobowej i motylicy olbrzymiej (F. gigantica)

W wydalonym do środowiska jaju znajduje się zygota, której dalszy rozwój następuje, gdy jajo znajdzie się w wodzie. W ciągu 2–6 tygodni (w zależności od temperatury otoczenia) z jaja powstaje miracydium (dziwadełko), które aktywnie poszukuje w wodzie żywiciela pośredniego (w Europie najczęściej są nimi błotniarka moczarowa oraz Galba occulata, niekiedy także młode osobniki błotniarki stawowej). Po wniknięciu do ciała żywiciela, miracydium przekształca się w sporocystę (bez rzęsek i plamki ocznej), a następnie w redię (na drodze partenogenezy). To ostatnie stadium zazwyczaj ma dwa pokolenia, zaś z kul zarodkowych redii potomnych (II pokolenie) powstają cerkarie (również na drodze partenogenezy). Rozwój w organizmie żywiciela pośredniego trwa 4–6 tygodni (w zależności od temperatury otoczenia). Po tym czasie cerkarie przedostają się do wody, w której otorbiają się na roślinach wodnych, przekształcając się w adoleskarie (zazwyczaj zajmuje im to kilka godzin od momentu opuszczenia ciała żywiciela). Jeżeli w ciągu doby nie zostaną połknięte przez żywiciela ostatecznego, przekształcają się w metacerkarię (w tej postaci są w stanie przetrwać nawet przez pół roku w temperaturze poniżej –15 °C).
Adoleskaria jest formą inwazyjną, która dostaje się do organizmu żywiciela ostatecznego wraz z wodą lub pokarmem (tj. roślinnością, na której osiadły). W jelicie jej otoczka ulega rozpuszczeniu, co umożliwia pasożytowi przedostanie się przez ścianę jelita do jamy otrzewnej, a następnie do wątroby (w ciągu 48 godzin). Przez następne 2 tygodnie penetruje miąższ narządu (uszkadzając go), po czym przechodzi do dróg żółciowych, gdzie osiąga dojrzałość. W pełni rozwinięty osobnik motylicy wątrobowej jest w stanie składać dziennie około 6000 jaj, pozostając w wątrobie żywiciela ostatecznego nawet kilkanaście lat.